# 이영호 (1959년)
이영호(1959년 12월 3일~)는 대한민국의 정치인이다. 제17대 국회의원을 지냈다.

## 경력
- 수산공무원 7급 임용
- 한국조류학회 이사
- 해남수산기술관리소 소장
- 광주대학교 겸임교수
- 한국식량산업연구원 원장
- 푸른바다신문 논설위원
- 전남매일 농수산전문위원
- 전남대학교 교수
- 바다가꾸기시민실천연합 전남서남권운동본부 공동대표
- 3.16포럼 공동대표
- 과학기술부 과학기술앰버서더
- 새천년민주당 중앙선거대책위원회 남북경제협력특위 부위원장
- 바다가꾸기시민실천연합 청해진운동본부 상임대표
- 한국도서학회 이사
- 강릉대학교 해양생명공학부 겸임교수
- 2004.05~2008.05 제17대 국회의원 (전남 강진군·완도군)
  - 국회 농림해양수산위원회, 예산결산특별위원회 위원
  - 국회 독도수호, 역사왜곡대책특별위원회 위원
- 열린우리당 제4정책조정위원회 부위원장
- 2019.10 더불어민주당 해양수산특별위원회 공동위원장
- 2025.07~ 대통령비서실 경제성장수석비서관실 해양수산비서관

## 역대 선거 결과
|  | 23.06% |

|  | 52.17% |

|  | 2.86% |

|  | 11.22% |